# Treuenbrietzen
Treuenbrietzen é um município da Alemanha, situado no distrito de Potsdam-Mittelmark, no estado de Brandemburgo. Tem 211,33 km² de área, e sua população em 2019 foi estimada em 7.459 habitantes.